# 에치고두더지
에치고두더지(Mogera etigo)는 두더지과에 속하는 포유류의 일종이다. 일본의 고유종이다. 니가타현의 에치고 평원에서만 발견된다.